# Visací zámek (album)
Visací zámek je první řadové album kapely Visací zámek. V roce 1990 vyšlo album jako LP a MC. V roce 1995 bylo vydáno na CD. Skladby jsou z let 1982–1989. Na CD jsou ještě 3 skladby - Noviny (z alba Punk's Not Dead 1990) a singl 1988 - Podvedení kameloti a Hymna šibeničních bratří.

## Seznam skladeb
| Pořadí | Název             | Délka |
| ------ | ----------------- | ----- |
| 1.     | Stánek            |       |
| 2.     | Utrácení          |       |
| 3.     | Traktor           |       |
| 4.     | Dopravní značky   |       |
| 5.     | Jenom to nejlepší |       |
| 6.     | Strach            |       |
| 7.     | Mír a klid        |       |
| 8.     | Uniformy          |       |
| 9.     | Stromeček         |       |
| 10.    | Vítězství         |       |
| 11.    | Strategický ústup |       |
| 12.    | Povolávák         |       |
| 13.    | Dáša              |       |